# Katsushika (Tokio)
Katsushika (葛飾区 Katsushika-ku?) es un barrio especial de la Metrópolis de Tokio, en Japón.  En otros idiomas, es común que se autodenomine "Ciudad de Katsushika".  En 2008, la población era de 429.289 habitantes, con una densidad de 12.320 personas por km², en un área de 34,84 km². El barrio especial está localizada en la parte noreste de la Metrópolis de Tokio, en una planicie por debajo del nivel del mar; y bañado por los ríos Edogawa, Arakawa y Ayasegawa. El barrio especial fue creada el 15 de marzo de 1947, en lo que antes era el distrito de Katsushika, que en 1932 se fusionó con las aldeas aledañas.
En Katsushika tienen lugar los eventos de Kochira Katsushika-ku Kameari Kōen Mae Hashutsujo, la serie de manga con más emisiones en el mundo; y de la serie Otoko wa tsurai yo, la serie de televisión que también tiene más emisiones en el mundo.